# Cowan (California)
Cowan es un lugar designado por el censo ubicado en el condado de Stanislaus en el estado estadounidense de California. En el año 2010 tenía una población de 318 habitantes.

## Geografía
Cowan se encuentra ubicado en las coordenadas 37°33′36″N 120°59′21″O / 37.56000, -120.98917.